# I W8 4 U
«I W8 4 U» es el tercer sencillo grabado por la banda de metal alternativo estadounidense Love and Death. Contiene la colaboración de Mattie Montgomery de la banda  For Today.

## Personal
- Brian "Head" Welch – Guitarra, vocalista principal
- Michael Valentine – Bajo, coros
- JR Bareis – Guitarra líder, coros
- Dan Johnson – Batería
- Mattie Montgomery - Voz

- Datos: Q21593908